# Прадьюмна
Прадью́мна (санскр. प्रद्‍युम्‍न) — одна из форм Вишну в индуизме. В гаудия-вайшнавском богословии — одна из четырёх ипостасей Нараяны в чатур-вьюхе. Прадьюмна — это также герой пуранической литературы индуизма, где он описывается как сын Кришны и Рукмини.
Согласно «Бхагавата-пуране», когда Прадьюмне было шесть дней отроду, его похитил асура Самбара. Демон выбросил Прадьюмну в море, где младенца проглотила рыба. Впоследствии, эта рыба была поймана рыбаками и оказалась на кухне во дворце Самбары. Повара вскрыли её и обнаружили внутри красивого младенца. Домоуправница Самбары, Маядеви или Маявати, взяла младенца под свою опеку. Мудрец Нарада открыл ей, кем был Прадьюмна, и она заботливо взрастила сына Кришны. Когда Прадьюмна вырос, Маявати рассказала ему историю его рождения и похищения Самбарой. Прадьюмна вызвал Самбару на поединок и убил могущественного асуру.